# Syneuodynerus aurantiacus
Syneuodynerus aurantiacus är en stekelart som beskrevs av Giordani Soika 1993. Syneuodynerus aurantiacus ingår i släktet Syneuodynerus och familjen Eumenidae. Inga underarter finns listade i Catalogue of Life.